# Ivanaŭský rajón
Ivanaŭský rajón (bělorusky Іванаўскі раён, Янаўскі раён, ukrajinsky Івановський район, rusky Ивановский район) je územně-správní jednotkou na jihu Brestské oblasti v Bělorusku. Administrativním centrem rajónu je město Ivanava (bělorusky Іванава, rusky Иваново).

## Administrativní dělení
Rajón je administrativně rozdělen na 15 venkovských rad (selsovětů): Adryžynský, Brodnický, Harbaský, Dastojeŭský, Družylavický, Krytyšynský, Ljaskavický, Machroŭský, Moladaŭský, Motalský, Opalský, Psyščaŭský, Rudzký, Sačyŭkaŭský a Snitaŭský.

## Geografie
Rajón zaujímá rozlohu necelých 1 552², což představuje 6 % Brestské oblasti. Na území rajónu se rozkládá biologická rezervace republikového významu Sporaŭski a rezervace místního významu Abrova a na území Brodnického selsovětu nalezneme Zavyšanskou rezervaci.
Délka regionu od západu na východ je 26 km od severu k jihu 60 km. Na severu hraničí s Bjarozaŭským a Ivacevickým rajónem, na východě s Pinským rajónem, na západě s Drahičynským rajónem a na jihu s Volyňskou oblastí na Ukrajině.
Průměrná teplota v lednu je -5 °C, ve červenci 18,6 °C Dešťové srážky 609 mm.
Severní a jižní části okresu se nachází v Pripjaťském Polesí. Mezi řekami Pina a Jaselda leží Zaharoddzecká rovina. Nejvyšší bod měří 179 m a leží u obce Krotava. Rajón má ložiska rašeliny, jílu, stavebního písku, sapropelu, křídy, písku a štěrku.
Rajónem protékají řeky Jaselda, Něslucha, Samaroŭka, Pina, Pilipoŭka a jiné. Na území rajónu leží Dněpersko-bugský kanál a 11 jezer, z nichž nejdůležitější jsou Akuninskaje, Zavyšanskaje, Bjelaje, Pjasčanaje, Motajskaje a další.

## Obyvatelstvo
|                    | 2003   | 2005   | 2006   | 2007   | 2008   | 2009   | 2010   | 2011   |
| ------------------ | ------ | ------ | ------ | ------ | ------ | ------ | ------ | ------ |
| Počet obyvatel     | 49 500 | 46 605 | 45 859 | 45 128 | 44 299 | 43 427 | 42 761 | 41 977 |
| — z toho na vekově | 33 100 | 30 611 | 29 801 | 28 981 | 28 128 | 27 298 | 26 479 | 25 596 |
| — z toho ve městě  | 16 400 | 15 994 | 16 058 | 16 145 | 16 117 | 16 135 | 16 282 | 16 361 |

## Historie
Do konce 18. století byl rajónu součástí Litevského velkoknížectví a Republiky obou národů. Během první světové války v letech 1915—1918 bylo území nynějšího rajónu zabráno německými císařskými vojsky a mezi roky 1919—1920 bylo obsazeno polskými vojsky.
Mezi lety 1921—1939 byl rajón součástí Polska, na podzim roku 1939 byl přidělen běloruské SSR. Dne 15. ledna 1940 byl založen Ivanaŭský rajón pod správou Pinské oblasti.
Dne 27. června 1941 byl rajón okupován německými fašistickými jednotkami, kteří během války zabily na 8 800 jeho obyvatel. V rajónu působily partyzánské brigády: 99. brigáda Guljajeva pod (vedením V. K. Jakověnka), Molotova, Svěrdlova, Pinská nebo samostatný ivanaŭský partyzánský odboj. Rajón byl osvobozen 16. července 1944 částí 61. armády 1. Běloruského frontu.
Od roku 1954 je rajón součástí Brestské oblasti. Na konci roku 1962 byl rajón zcela zrušen a jeho území bylo převedeno na Drahičynský rajón. Dne 6. ledna 1965 byl rajón obnoven.

## Doprava
Rajónem prochází železniční trať Brest — Homel a silniční spojení M10: hranice Ruské federace (hraniční přechod Selyšče) — Homel — Kobryn a R144: Ivanava — hranice Ukrajiny (Machro).

## Ekonomika
Rajón se specializuje na výrobu mléka, masa, pěstování obilnin, cukrové řepy, brambor, zeleniny a krmných plodin.

## Pamětihodnosti
Na území rajónu se rozkládá 125 registrovaných archeologických, architektonických nebo historických památek.
K archeologickým památkám patří osady z dob neolitu a doby bronzové ve vesnicích Motal, Opal a Tyškovičy. Mezi architektonickými památkami z XVIII. století se dochoval kostel svatého Mikuláše v obci Družylavičy, pravoslavný kostel Narození Panny Marie v obci Ljaskavičy, kostel Petra a Pavla v obci Machro, kostel svaté Paraskevy Pjatnicy v obci Opal, kostel Alexandra Něvského v obci Strelna.
Mezi architektonické památky z XIV-XX. století patří kostel svatého kříže v obcích Brodnica a Varacevičy, kostel Nanebevstoupení Páně v obci Ljachavičy, spaso-preobraženský chrám v obci Motal, pravoslavný kostel Nejsvětější Trojice v obci Dastojeva, katolický kostel v obci Ivanava a další.